# Centralina (ort)
Centralina är en ort i Brasilien.   Den ligger i kommunen Centralina och delstaten Minas Gerais, i den sydöstra delen av landet, 300 km söder om huvudstaden Brasília. Centralina ligger 518 meter över havet och antalet invånare är 9 497.
Terrängen runt Centralina är platt åt nordväst, men åt sydost är den kuperad. Närmaste större samhälle är Itumbiara, 18,4 km norr om Centralina.
Omgivningarna runt Centralina är en mosaik av jordbruksmark och naturlig växtlighet. Runt Centralina är det ganska glesbefolkat, med 26 invånare per kvadratkilometer.